# マイク・ハリントン

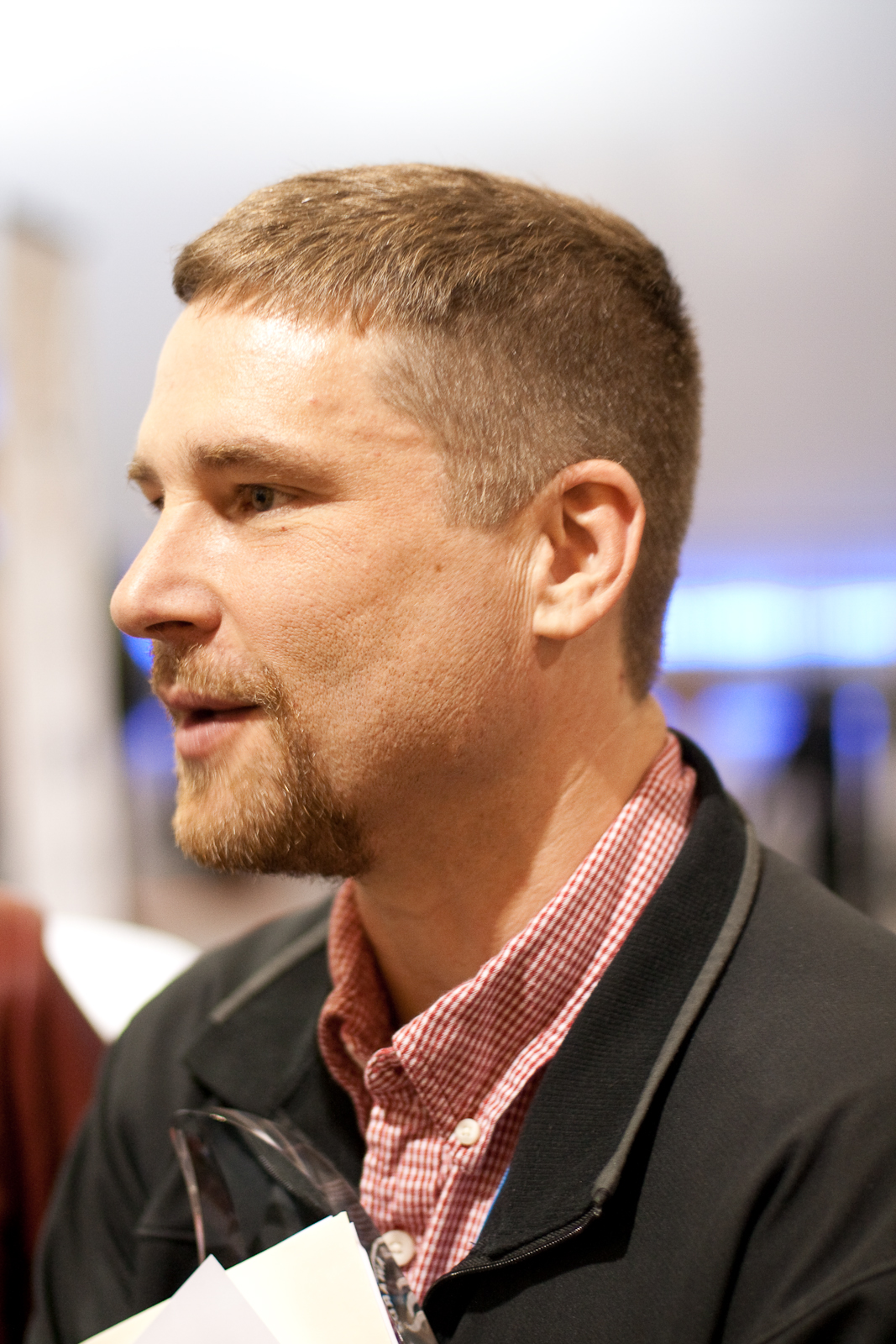
Mike Harrington

マイク・ハリントン（英語: Mike Harrington）とはコンピュータゲーム開発企業Valve Corporationの共同設立者、Half-Lifeの主任プログラマーである。
かつてはDynamixでゲーム開発を、マイクロソフトではWindows NTの開発に携わっていた。1996年にマイクロソフト社員だったゲイブ・ニューウェルと共にHalf-Lifeの開発でValveと設立した。Half-Lifeは1年で50以上もの賞を受賞し、PC Gamer誌に「Best PC Game of All Time」と称された。
2000年1月15日、Half-Lifeの成功後ハリントンは妻との休暇のためにニューウェルとのパートナーシップを解消しValveを退社した。
ハリントンがソフトウェア業界に戻ったのは2006年で、長年の友人でかつての同僚だったダリン・マセナと共にPicnikを設立した。2010年3月にGoogleがPicnikを買収した。2011年3月、ハリントンはGoogleを退職し、マセナとともに新たなソフトウェア会社を設立した。